# Matematikai univerzum hipotézis
A fizikában és a kozmológiában a matematikai univerzum hipotézis (MUH), más néven végső egyesített elmélet egy spekulatív  mindenségelmélet, amelyet Max Tegmark kozmológus vetett fel.

## Leírás
Tegmark elmélete: A fizikai valóságunk egyben egy matematikai struktúra. Más szóval a fizikai univerzumot nem pusztán leírja a matematika, hanem maga a matematika. A matematikai létezés és a fizikai létezés egy és ugyanaz, minden matematikailag létező struktúra fizikailag is létezik. A megfigyelők, beleértve az embereket, „öntudatos alstruktúrák”. Bármely matematikai struktúrában, amely elég bonyolult ahhoz, hogy tartalmazzon ilyen alstruktúrákat, „szubjektíven úgy fogják érzékelni magukat, mintha egy fizikailag »valódi« világban léteznek”.
Az elmélet a pitagoreanizmus vagy a platonizmus egy formájának tekinthető, mivel matematikai entitások létezését állítja. A matematicizmus egyik formája, mivel tagadja, hogy a matematikai objektumokon kívül bármi létezne. Az ontikus strukturális realizmus formális kifejezése.
Tegmark szerint a hipotézisben nincsenek szabad paraméterek, és megfigyeléssel nem zárható ki. Ez alapján előnyben részesíti – az Occam borotvája elvnek megfelelően – minden más mindenségelmélettel szemben. Tegmark az elméletet kiegészíti egy második feltevéssel, a kiszámítható univerzum hipotézissel, amely szerint a fizikai valóságunk alapját képező matematikai struktúrát kiszámítható függvények határozzák meg.
A MUH kapcsolódik a Tegmark által leírt multiverzum négy szintjéhez.
1. szint: kezdeti feltételek
2. szint: fizikai állandók
3. szint: kvantumágak
4. szint: egyenletek és egyéb matematikai struktúrák

A szintek egymásra épülnek, és egyre változatosabb világokat írnak le.

## Kritikák és válaszok
Andreas Albrecht, a londoni Imperial College munkatársa „provokatív” megoldásnak nevezte a fizika egyik központi problémájára. Bár „nem merné” azt mondani, hogy hisz benne, mindenesetre megjegyezte, hogy „valójában elég nehéz olyan elméletet felállítani, amelyben minden, amit látunk, az minden, ami van”.

## Fordítás
Ez a szócikk részben vagy egészben  a   Mathematical universe hypothesis című angol Wikipédia-szócikk ezen változatának fordításán alapul.  Az eredeti cikk szerkesztőit annak laptörténete sorolja fel. Ez a jelzés csupán a megfogalmazás eredetét és a szerzői jogokat jelzi, nem szolgál a cikkben szereplő információk forrásmegjelöléseként.